# Tim Reigel
Tim Reigel (28 oktober 1980) is een voormalig Belgisch voetballer. Hij hing in 2008 de voetbalschoenen aan de haak.
Reigel speelde in eerste klasse onder andere bij Eendracht Aalst, GBA en FC Brussels. Hij werd beschouwd als een groot talent, maar vanwege blessures moest hij in 2008 noodgedwongen stoppen met voetballen. Reigel was slechts 28 jaar oud en was op dat moment aan de slag bij tweedeklasser VW Hamme.